# Antlia Dwarf
Antlia Dwarf (tạm dịch là: Thiên hà lùn Tức Đồng) là một thiên hà lùn vô định hình dạng hình cầu trong chòm sao Tức Đồng. Nằm cách Trái Đất khoảng 1,3 megaparsec (4,3 triệu năm ánh sáng), đây là thiên hà thứ tư và cũng là thiên hà có ánh sáng mờ nhạt nhất trong nhóm thiên hà Antlia-Sextans gần đó. Antlia Dwarf chứa hầu hết các ngôi sao ở mọi lứa tuổi cùng một lượng khí đáng kể, đồng thời cũng vừa trải qua quá trình hình thành sao. Theo các nhà khoa học thì Antlia Dwarf đang tương tác thủy triều với thiên hà xoắn ốc có rào chắn mang tên NGC 3109.